# Logis seigneurial de la Juquaise
Le logis seigneurial de la Juquaise est un logis situé à Saint-Laurent-des-Mortiers, dans le département français de la Mayenne, à 1 500 mètres au nord du bourg. C'est un logis en lieu et place de l'ancien château de Brûlon

## Désignation
- Le domaine de la Jucaise, 1363.
- La Juquesse, 1597 (Archives départementales de la Mayenne, E. 36).
- Le château de la Jucaize, 1787 (Archives nationales, Q/1, 701).
- La Juquaise, château (Cassini).

## Historique
Le fief relevait de Goubil et de Saint-Laurent-des-Mortiers. Dans l'aveu rendu à cette dernière châtellenie en 1787, sont compris « la maison de la Jucaize, la maison du colon, l'aitrage, les jardins entourés de douves où autrefois étoit le château de la Jucaize, joignant les pelouses qui sont maintenant au devant du château de Brûlon. » 
Il s'agit ici d'un nouveau château construit vers 1770 pour remplacer celui de Brûlon et composé « de plusieurs pièces par le bas, plusieurs appartements au-dessus, une pelouse au-devant du château, enfermée par les deux ailes du bâtiment où sont les buanderies, remises, étables, etc. ; l'entrée du château formant une autre pelouse où sont les toits à porcs et à moutons. » L'architecte avait été Charles Dugué-Delarivière, de Château-Gontier.

## Chapelle
La chapelle avec ses tombeaux, ses riches sculptures, était restée à Brûlon. A la fin du XIXe siècle, le propriétaire du domaine décide de la faire transporter pierre par pierre à la Juquaise.

## Famille
Les Gaultier de Brûlon possédèrent depuis la Juquaise, et en prirent quelquefois le titre. C'est une famille noble qui de Château-Gontier alla se fixer à Saint-Laurent-des-Mortiers, au château de Brûlon. Les monuments épigraphiques de la famille, tant à Château-Gontier. qu'en la chapelle de Brûlon, ont été reproduits et  commentés dans l'Épigraphie de la Mayenne.

## Seigneurs
- Fouques de Changé, 1362, 1363.

'Famille de Chivré : 'D'argent, à un lion de sable, armé, lampassé et couronné de gueules.

- Simon de Chivré, mari de Jacquine de la Barre, d'où : René, 1619 ; Jeannette, 1621 ; Urbaine, 1632, baptisés à Saint-Laurent-des-Mortiers.
- Geoffroy Gaultier de Brûlon, fils de Jean Gaultier de Brûlon et de Suzanne de Villeprouvée, eut pour marraine, en 1653, dame Marie-Élisabeth Mallier, douairière du Bailleul, marquise de Château-Gontier, pendant que sa sœur, Marie-Élisabeth, était tenue sur les fonds par Marie du Bailleul, fille du marquis.
- Le 8 nivôse an III, la maison de maître et le domaine de la Juquaise furent vendus nationalement, sur Jean-François-René Gaultier de Brûlon, pour 19 100 ₶.

## Source
- « Logis seigneurial de la Juquaise », dans Alphonse-Victor Angot et Ferdinand Gaugain, Dictionnaire historique, topographique et biographique de la Mayenne, Laval, A. Goupil, 1900-1910 [détail des éditions] (BNF 34106789, présentation en ligne)